# Heinz Aebi
Heinz Aebi (* 10. September 1950; † 26. August 2021) war ein Schweizer Lehrer, Verwaltungsangestellter und Politiker (SP). Als Präsident der separatistischen Laufentaler Bewegung spielte er eine führende Rolle beim Wechsel des Bezirks Laufen vom Kanton Bern zum Kanton Basel-Landschaft, der 1994 nach langjährigen Auseinandersetzungen vollzogen werden konnte.

## Biografie
Geboren im Kanton Uri, wuchs Aebi ab 1959 in Twann auf. 1971 trat er am Seminar Muristalden in Bern eine Ausbildung zum Primarlehrer an, zwei Jahre später begann er in Nenzlingen im damals noch bernischen Laufental zu unterrichten. 1985 gab er den Lehrerberuf auf und war daraufhin Angestellter und Geschäftsleiter im Baunebengewerbe. Ab 1996 arbeitete er im Amt für Umweltschutz und Energie des Kantons Basel-Landschaft, 2012 beendete er seine berufliche Karriere im Tiefbauamt. Er war mit Annemarie Guthauser verheiratet und hatte fünf Kinder.
Im November 1977 gelang Aebi im Alter von 27 Jahren die Wahl zum Gemeindepräsidenten von Nenzlingen, als damals jüngstem im gesamten Kanton Bern. Dieses Amt hatte er bis 1985 und danach erneut von 1996 bis 2008 inne. Dazwischen gehörte er von 1990 bis 1993 dem Grossen Rat an. Aebi setzte sich energisch für den Wechsel des Laufentals zum Kanton Basel-Landschaft ein und gehörte ab 1978 dem Komitee «Ja zur besten Lösung» an. Nach der Ablehnung des Laufentalvertrags in der Volksabstimmung vom 11. September 1983 wollte er die politische Integration des Bezirks in die Nordwestschweiz weiterverfolgen, weshalb er im März 1984 die Nenzlinger Sektion der Laufentaler Bewegung (LB) gründete. Zwei Monate später konstituierte sich die Organisation im gesamten Bezirk, und Aebi wurde zu ihrem Präsidenten gewählt. Er blieb zehn Jahre lang in diesem Amt und war bis 1989 auch Redaktor der LB-Zeitung dr Laufetaler. Von 1986 bis 1994 war er Nenzlingens Vertreter im Bezirksrat, wobei er während dieser Zeit als Vizepräsident amtierte.
Untersuchungen im Zuge der Berner Finanzaffäre brachten unter anderem eine massive Geheimfinanzierung der antiseparatistischen Aktion bernisches Laufental (ABL) ans Licht, die mittels Zweckentfremdung von SEVA-Lotteriefondsgeldern durch die Berner Kantonsregierung erfolgt war. Zusammen mit vier weiteren LB-Mitgliedern reichte Aebi am 3. September 1985 eine Beschwerde ein, da die ohne gesetzliche Grundlage ausbezahlten Gelder die Abstimmung massiv beeinflusst hätten. Da der Grosse Rat die Beschwerde zurückwies, zog er den Fall ans Bundesgericht weiter, das am 20. Dezember 1988 die Wiederholung der Abstimmung anordnete. Kurz nach Bekanntwerden des Skandals hatten Aebi und zwei Mitstreiter in Artikeln im Laufetaler mehreren Exponenten der ABL, darunter Grossrat Rudolf Schmidlin, Käuflichkeit vorgeworfen und sie unter anderem als «Vasallen Berns», Lügner und «traurige Subjekte» bezeichnet. Die Angegriffenen setzten sich mit Ehrverletzungsklagen zur Wehr und erhielten vor dem Berner Obergericht Recht, denn es befand die Autoren der üblen Nachrede und der Beschimpfung für schuldig. Das Bundesgericht hingegen urteilte am 9. Juli 1990 letztinstanzlich, dass die eingeklagten Äusserungen unter den gegebenen Umständen nicht ehrverletzend gewesen seien.
Aebi war Mitglied einer Delegation des Bezirksrates, die Ergänzungen zum Laufentalvertrag aushandelte. Die daraufhin durchgeführte zweite Laufental-Abstimmung am 12. November 1989 ergab eine Mehrheit für den Kantonswechsel. Wenige Wochen später wurde ein Brandanschlag auf Aebis Auto verübt. Der Kantonswechsel des Laufentals erfolgte am 1. Januar 1994. Ende März desselben Jahres gelang Aebi die Wahl in den Baselbieter Landrat, dem er bis Juni 2007 angehörte. Während dieser gesamten Zeit war er Mitglied der Geschäftsprüfungskommission, ausserdem vertrat er den Kanton ab 1999 im Oberrheinrat.
Aebi, der das Bürgerrecht der Gemeinde Heimiswil besass, wollte sich im Jahr 2000 zusammen mit seiner Ehefrau zusätzlich in Nenzlingen einbürgern lassen, wo er noch immer Gemeindepräsident war. Doch die dafür zuständige Bürgergemeindeversammlung, die ganz im Gegensatz zur Einwohnergemeinde noch immer sehr probernisch eingestellt war, lehnte den Antrag ohne Begründung ab. Aebi wertete diesen Entscheid als Willkür und legte beim Baselbieter Regierungsrat Beschwerde ein. Er erhielt Recht, da wesentliche Verfahrensvorschriften verletzt worden waren. Da die Bürgergemeindeversammlung 2002 auf ihrem Entscheid beharrte, verfügte das Baselbieter Kantonsgericht 2003 die Einbürgerung.